# Шамбон (Шер)
Шамбон (фр. Chambon) насеље је и општина у централној Француској у региону Центар (регион), у департману Шер која припада префектури Сент Аман Монрон.
По подацима из 2011. године у општини је живело 164 становника, а густина насељености је износила 11,79 становника/km². Општина се простире на површини од 13,91 km². Налази се на средњој надморској висини од 170 метара (максималној 187 m, а минималној 147 m).

## Демографија
| 1962. | 1968. | 1975. | 1982. | 1990. | 1999. | 2011. |
| ----- | ----- | ----- | ----- | ----- | ----- | ----- |
| 215   | 231   | 195   | 143   | 122   | 134   | 164   |

График промене броја становника у току последњих година